# En av rikets herrar

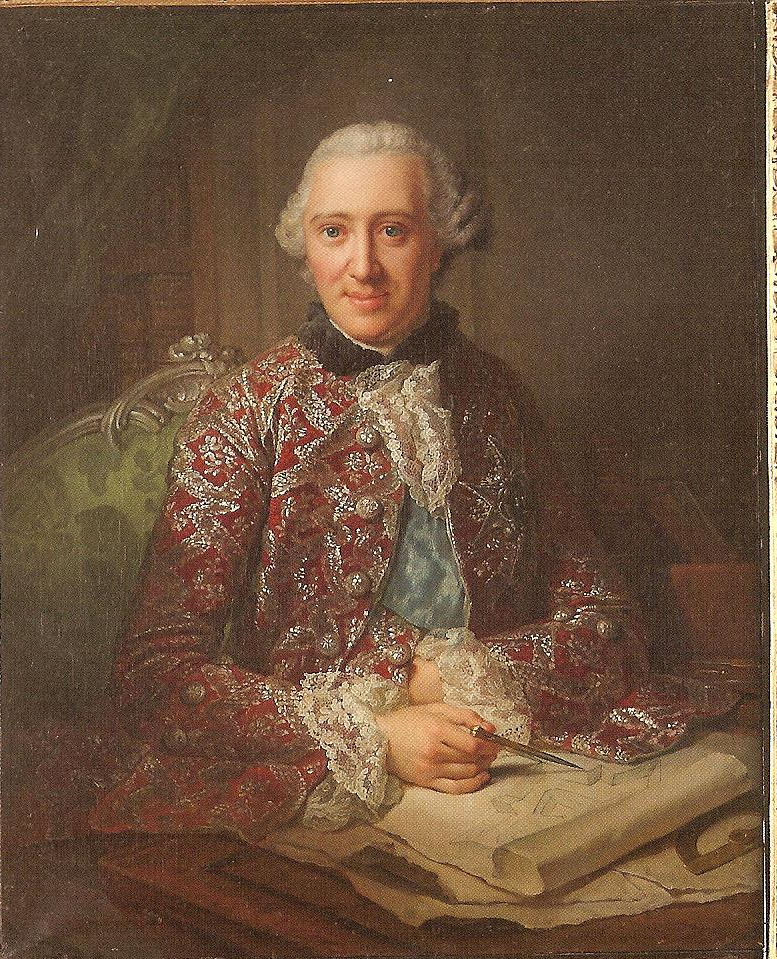
Friedrich Wilhelm von Hessenstein var den förste som fick rätt att använda titeln

En av rikets herrar (En af rikets herrar) var en honorärtitel som Gustav III införde efter den ändrade regeringsformen 1772. Värdigheten utdelades av kungen, och i ett brev av den 25 januari 1773 tilldelades Fredrik Vilhelm von Hessenstein som första person denna värdighet. Titeln gav sin bärare:
"Alla de förmåner, hederstitlar och företrädesrättigheter framför andra undersåtare, som herrar riksens råd av ålder varit tillagde eller hädanefter tillerkännas kunna".
Den utnämnde blev kallad excellens samt kunde lägga till utmärkelsen i sin titel, till exempel: "Hans Excellens Högvälborne Herr Greve Axel von Fersen, En av Rikets Herrar, Riddare och Kommendör av Kunglig Majestäts Orden och Kommendör med Stora Korset av Svärdsorden"
Detta betydde att den som fick denna värdighet hade samma rang som riksråden, som alltid hade varit ett ämbete och en rang som utgick från personlig duglighet, och inte enbart från vänskapen med konungen. Som innehavare fick man även rättighet att bära riksrådsdräkt.
Titeln avskaffades 10 januari 1868.

## Personer som erhållit titeln, namn och levnadsår
I alfabetisk ordning:

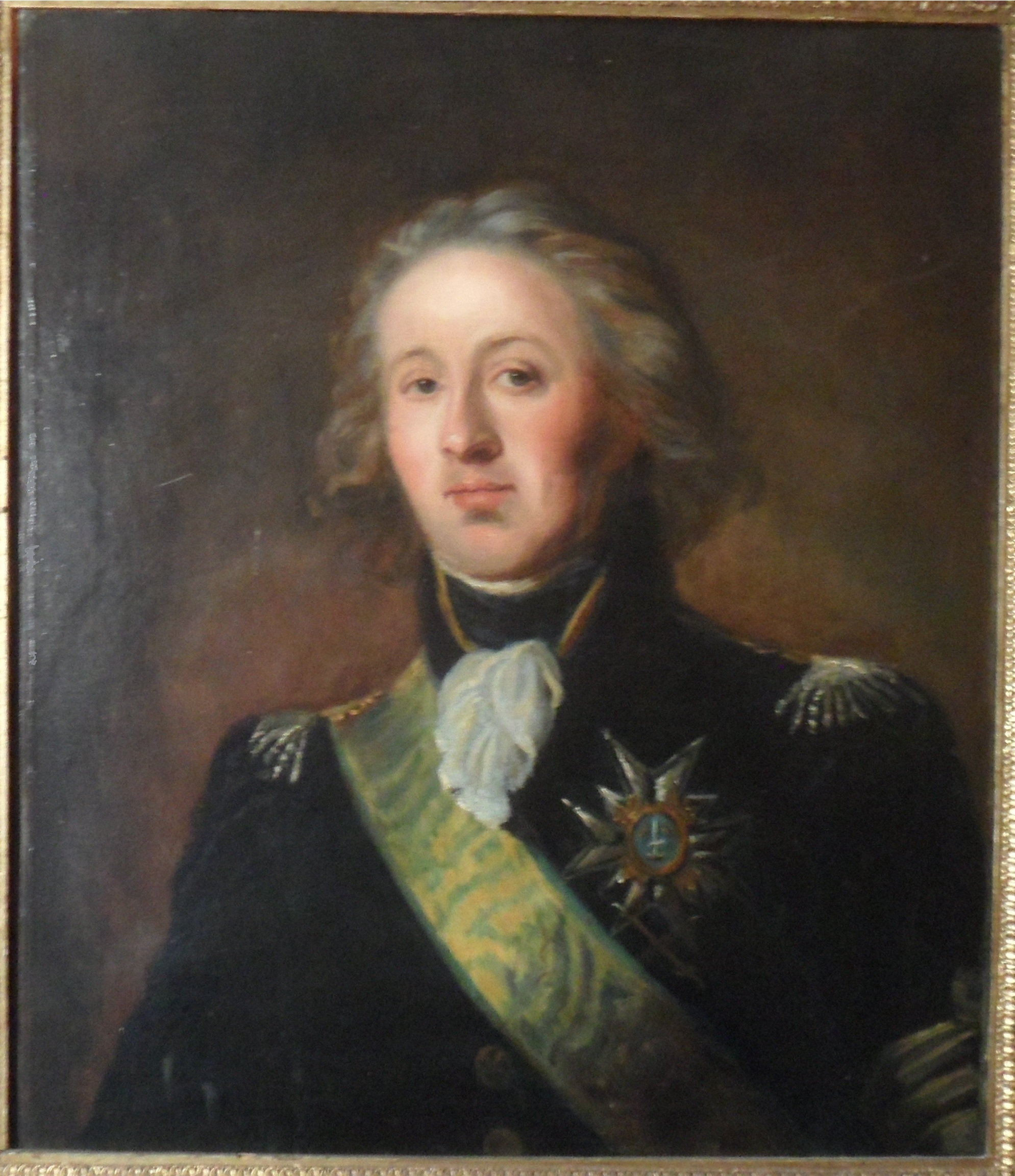
Greve Gustaf Wachtmeister blev utnämnd till en av rikets herrar.

- Gustaf Mauritz Armfelt (1757–1814)
- Carl Julius Bernhard von Bohlen (1738–1813)
- Magnus Fredrik Ferdinand Björnstjerna (1779–1847)
- Magnus Fredrik Brahe (1756–1826)
- Magnus Brahe (1790–1844)
- Germund Ludvig Cederhielm (1755–1841)
- Gustaf Philip Creutz (1731–1785)
- Carl De Geer  (1781–1861)
- Louis De Geer den äldre (1818-1896)
- Pontus Fredrik De la Gardie (1726–1791)
- Jacob De la Gardie (1768–1842)
- Hans Henric von Essen (1755–1824)
- Carl Reinhold von Fersen (1716 – 1786)
- Fabian Reinhold von Fersen (1762 – 1818)
- Axel von Fersen den yngre (1755–1810)
- Claes Adolph Fleming (1771–1831)
- Adolf Fredrik Nils Gyldenstolpe (1799–1864)
- Lars Herman Gyllenhaal (1790–1858)
- Gustaf David Hamilton (1699–1788)
- Fredrik Vilhelm von Hessenstein (1735–1808)
- Claes Horn (1755–1823)
- Albrecht Elof Ihre (1797–1877)
- Wilhelm Mauritz Klingspor (1744–1814)
- Arvid Fredrik Kurck (1735–1810)
- Elias Lagerheim (1791–1864)
- Charles Emil Lewenhaupt den yngre (1721–1796)
- Gustaf Lewenhaupt (1780–1844)
- Gustaf Löwenhielm  (1771–1856)
- Carl Axel Löwenhielm (1772–1861)
- Salomon Löfvenskiöld (1764–1850)
- Johan August Meijerfeldt den yngre (1725–1800)
- Carl Mörner (1755–1821)
- Carl Mörner (1761–1834)
- Adolf Göran Mörner (1773–1838)
- Johan Gabriel Oxenstierna (1750–1818)
- Carl Clas Piper (1770–1850)
- Philip von Platen (1732–1805)
- Carl Henric Posse (1767–1843)
- Arvid Mauritz Arvidsson Posse (1792–1850)
- Fredric Arvidsson Posse (1727–1794)
- Johan af Puke (1751–1816)
- Gustav Adolf Reuterholm (1756–1813)
- Mathias Rosenblad (1758–1847)
- Johan August Sandels (1764–1831)
- Anders Fredrik Skjöldebrand (1757–1834)
- Gustaf Adolf Sparre (1802–1886)
- Gabriel Spens (1712–1781)
- Jacob Wilhelm Sprengtporten (1794–1875)
- Curt von Stedingk (1746–1837)
- Gustaf Algernon Stierneld (1791–1868)
- Johan Christopher Toll (1743–1817)
- Samuel af Ugglas (1750–1812)
- Pehr Gustaf af Ugglas (1784–1853)
- Carl Axel Wachtmeister (1754–1810)
- Claes Adam Wachtmeister (1755–1828)
- Gustaf Wachtmeister (1757–1826)
- Hans Gabriel Trolle-Wachtmeister (1782–1871)
- Gustaf af Wetterstedt (1776–1837)
- Anton Johan Wrangel (1724–1799)
- Carl Adam Wrangel af Adinal (1748–1829)
- Fabian Wrede (1760–1824)
- Tage Thott (1739–1824)
- Thure Leonard Klinckowström (1735–1821)
- Nils Posse (1739–1818)
- Gustaf Lagerbjelke (1777–1837)
- Carl Göran Bonde (1757–1840)
- Georg Adlersparre (1760–1835)
- Olof Rudolf Cederström (1764–1833)
- Erik Reinhold Adelswärd (1778–1840)
- Karl Johan Adlercreutz (1757–1815)
- Carl Lagerbring (1751–1822)
- Baltzar von Platen (1766–1829)